# Kabinett Magnago III
Das Kabinett Magnago III war die VI. Südtiroler Landesregierung. Das Kabinett war vom 17. Februar 1969 bis zum 14. März 1974 im Amt. Gewählt wurde es vom Südtiroler Landtag in seiner Zusammensetzung nach den Wahlen 1968.

## Zusammensetzung
| Name                 | Amt                                         | Partei                      | Sprachgruppe |
| -------------------- | ------------------------------------------- | --------------------------- | ------------ |
| Silvius Magnago      | Landeshauptmann                             | SVP                         | deutsch      |
| Alfons Benedikter    | Landeshauptmannstellvertreter               | SVP                         | deutsch      |
| Giorgio Pasquali     | Landesrat/Landeshauptmannstellvertreter (1) | Democrazia Cristiana        | italienisch  |
| Armando Bertorelle   | Landesrat                                   | Democrazia Cristiana        | italienisch  |
| Joachim Dalsass      | Landesrat                                   | SVP                         | deutsch      |
| Valentino Pasqualin  | Landesrat (2)                               | Democrazia Cristiana        | italienisch  |
| Giuseppe Sfondrini   | Landesrat (3)                               | Partito Socialista Italiano | italienisch  |
| Franz Spögler        | Landesrat                                   | SVP                         | deutsch      |
| Heinold Steger       | Landesrat (4)                               | SVP                         | deutsch      |
| Karl Vaja            | Landesrat (4)                               | SVP                         | deutsch      |
| Anton Zelger         | Landesrat                                   | SVP                         | deutsch      |
| Amerigo Finato       | Ersatzlandesrat/Landesrat(2)                | Democrazia Cristiana        | italienisch  |
| Waltraud Gebert-Deeg | Ersatzlandesrätin                           | SVP                         | deutsch      |

(1) ab dem 10. November 1971 Landeshauptmannstellvertreter

(2) Valentino Pasqualin war bis zum 14. Mai 1970 Landesrat, anschließend wieder ab dem 19. Dezember 1972.

(3) ab dem 15. Mai 1970

(4) Karl Vaja ersetzte am 30. Jänner 1973 den zuvor zurückgetretenen Heinold Steger.

(5) Amerigo Finato war bis zum 14. Mai 1970 Ersatzlandesrat, anschließend bis zu seinem Tod am 22. November 1972 Landesrat.